# Carol Lynley
Carol Lynley, pseudonimo di Carole Ann Jones (New York, 13 febbraio 1942 – Pacific Palisades, 3 settembre 2019), è stata un'attrice statunitense.

## Biografia
Figlia di Frances e di Cyril Jones, iniziò ancora bambina l'attività di modella, arrivando alla copertina del Life Magazine nel 1957, quando aveva 15 anni. Nel 1959 ottenne una candidatura al Golden Globe per la migliore attrice debuttante per il film Innamorati in blue jeans. Nello stesso anno ottenne la candidatura per il Laurel Award.
Molto attiva sul grande schermo durante gli anni sessanta e settanta, è nota al pubblico per le sue interpretazioni in film come L'occhio caldo del cielo (1961) di Robert Aldrich, con Rock Hudson e Kirk Douglas, Bunny Lake è scomparsa (1965), dove affiancò Laurence Olivier, per la regia di Otto Preminger, con cui aveva lavorato due anni prima nel film Il cardinale (1963), e L'avventura del Poseidon (1972) di Ronald Neame, in cui recitò al fianco di molte star, come Gene Hackman, Shelley Winters e Red Buttons.
Morì il 3 settembre del 2019 in seguito a un infarto.

## Filmografia parziale

### Cinema
- Johnny, l'indiano bianco (The Light in the Forest), regia di Herschel Daugherty (1958)
- Vacanze per amanti (Holiday for Lovers), regia di Henry Levin (1959)
- Innamorati in blue jeans (Blue Denim), regia di Philip Dunne (1959)
- Sei colpi in canna (Hound-Dog Man), regia di Don Siegel (1959)
- Ritorno a Peyton Place (Return to Peyton Place), regia di José Ferrer (1961)
- L'occhio caldo del cielo (The Last Sunset), regia di Robert Aldrich (1961)
- Donna d'estate (The Stripper), regia di Franklin J. Schaffner (1963)
- Il cardinale (The Cardinal), regia di Otto Preminger (1963)
- Sotto l'albero yum yum (Under the Yum Yum Tree), regia di David Swift (1963)
- Elettroshock (Shock Treatment), regia di Denis Sanders (1964)
- Mentre Adamo dorme (The Pleasure Seekers), regia di Jean Negulesco (1964)
- Harlow, regia di Alex Segal (1965)
- Bunny Lake è scomparsa (Bunny Lake Is Missing), regia di Otto Preminger (1965)
- La porta sbarrata (The Shuttered Room), regia di David Greene (1967)
- La mano che uccide (Danger Route), regia di Seth Holt (1967)
- Le spie vengono dal cielo (The Helicopter Spies), regia di Boris Sagal (1968)
- The Maltese Bippy, regia di Norman Panama (1969)
- Quando baci una sconosciuta (Once You Kiss a Stranger...), regia di Robert Sparr (1969)
- Norwood, regia di Jack Haley Jr. (1970)
- Beware! The Blob, regia di Larry Hagman (1972)
- L'avventura del Poseidon (The Poseidon Adventure), regia di Ronald Neame (1972)
- Chicago Anni '30 - Via col piombo! (The Four Deuces), regia di William H. Bushnell (1976)
- A caro prezzo (The Washington Affair), regia di Victor Stoloff (1977)
- Il gatto e il canarino (The Cat and the Canary), regia di Radley Metzger (1978)
- Il pianeta ribelle (The Shape of Things to Come), regia di George McCowan (1979)
- Innamorarsi alla mia età (Me olvidé de vivir), regia di Orlando Jimenez Leal (1980)
- Vigilante, regia di William Lustig (1983)
- Mostriciattoli (Howling VI: The Freaks), regia di Hope Perello (1991)

### Televisione
- The Alcoa Hour – serie TV, episodio 2x02 (1956)
- The Kaiser Aluminum Hour – serie TV, episodio 1x11 (1956)
- General Electric Theater – serie TV, 4 episodi (1956-1959)
- Alfred Hitchcock presenta (Alfred Hitchcock Presents) – serie TV, episodio 3x09 (1957)
- The DuPont Show of the Month – serie TV, episodio 1x04 (1957)
- Pursuit – serie TV, episodio 1x01 (1958)
- Le grandi fiabe (Shirley Temple's Storybook) – serie TV, episodio 1x13 (1958)
- L'ora di Hitchcock (The Alfred Hitchcock Hour) – serie TV, episodio 1x06 (1962)
- Il virginiano (The Virginian) – serie TV, episodio 1x14 (1962)
- The Dick Powell Show – serie TV, episodio 2x18 (1963)
- I giorni di Bryan (Run for Your Life) – serie TV, episodio 1x20 (1966)
- La grande vallata (The Big Valley) – serie TV, episodio 4x07 (1968)
- L'immortale (The Immortal) – serie TV, 2 episodi (1969-1970)
- Una storia allucinante (The Night Stalker), regia di John Llewelleyn Moxley – film TV (1972)
- Il mago (The Magician) – serie TV, 2 episodi (1974)
- Braccati a morte (Death Stalk), regia di Robert Day – film TV (1974)
- Angelo custode modello Mark 5 (Cops and Robin), regia di Allen Reisner – film TV (1978)
- Fantasilandia (Fantasy Island) – serie TV, 11 episodi (1977-1984)
- Caccia grossa (The Beasts Are on the Streets), regia di Peter R. Hunt – film TV (1978)
- Love Boat (The Love Boat) – serie TV, 1 episodio (1979)
- Charlie's Angels – serie TV, episodio 5x05 (1980)
- L'ora del mistero (Hammer House of Mystery and Suspense) – serie TV, episodio 1x06 (1986)

## Doppiatrici italiane
- Fiorella Betti in Ritorno a Payton Place, L'occhio caldo del cielo, Il cardinale (Mona), Sotto l'albero yum yum
- Vittoria Febbi in Innamorati in blue jeans, Johnny l'indiano bianco, Vacanze per amanti, Donna d'estate
- Maria Pia Di Meo in L'ora di Hitchcock, Elettroshock, Mentre Adamo dorme, Bunny Lake è scomparsa
- Serena Verdirosi in Il cardinale (Regina), Il gatto e il canarino
- Carla Comaschi in L'avventura del Poseidon
- Sonia Scotti in Love Boat
- Manuela Andrei in Charlie's Angels